# Svet Republike Mombase
Svet Republike Mombase (kratica MRC) je afriško osamosvojitveno gibanje v Keniji, ki si želi z demokratičnimi sredstvi priboriti samostojnost Obalne province v Jugovzhodni Keniji. Država bi se imenovala Republika Mombasa, ker je Mombasa središče in največje mesto dežele.
Svet Republike Mombase je bil ustanovljen leta 1999, ko so se začeli ljudje v Obalni provinci pritoževati, da jih vlada v Nairobiju marginalizira, poleg tega pa jo diskriminira na gospodarskem, administrativnem in družbenem področju.
Kenijski politiki velikokrat obtožujejo gibanje, da je v stiku z islamistično paravojsko Al-Shabaab, vendar to voditelji gibanja kategorično odklonijo. Gibanje združuje predvsem muslimane, pri čemer pa tudi tamkajšnji kristjani podpirajo ustanovitev Republike Mombase.
Angleški kolonialisti so pridobili deželo od Sultanata Zanzibar, ki so jo potem priključili h Keniji. Svet Republike Mombase meni, da priključitev ni bila zakonita, saj niso vprašali prebivalstva, ali želi pripadati Keniji.
Kenijska vlada je leta 2008 označila MRC za ilegalno organizacijo, vendar je MRC izpodbijal odločbo na vrhovnem sodišču v Mombasi. Sodišče je razveljavilo odločbo kenijske vlade rekoč, da je bila protiustavna.
Tudi nekatere mednarodne organizacije podpirajo Svet Republike Mombase.